# 6ちゃんがねころんで
「6ちゃんがねころんで」は、日本の楽曲。作詞：片岡輝、作曲：越部信義。NHKの『みんなのうた』で放送された。歌は熊倉一雄。

## 概要
1978年12月 - 1979年1月に紹介。『みんなのうた』でも珍しい絵描き歌で、1番はタイトル通り寝込んだ「6」から書き出して、最後には「いたずら坊や」になり、3番は「山」から書き出すと、最後は「魚」になるという内容。また2番は「へのへのもへじ」が「恐竜」に変形するといった内容である。
歌の熊倉一雄は、1968年8月 - 9月放送の『バケツの穴』、1977年8月 - 9月放送の『わたしは「とうふ」です』に次いで、3回目の『みんなのうた』出演だが、それまでは東京放送児童合唱団と共に歌っていたため、ソロはこれが初。映像は加藤晃制作のアニメ。
再放送は1980年6月 - 7月のみだったが、その後「みんなのうた発掘プロジェクト」で映像が提供され、2012年3月29日放送の『みんなのうた発掘スペシャル』（VOL.4。ただし国会中継の関係上、VOL.5より遅れた）で実に32年ぶりに再放送され、更に同年6月 - 7月には定時番組でも再放送された。